# Pavel Aleksandrovich Zubov
Pavel Aleksandrovich Zubov (tiếng Nga: Павел Александрович Зубов; sinh ngày 4 tháng 2 năm 1988) là một cựu cầu thủ bóng đá chuyên nghiệp người Nga.

## Sự nghiệp câu lạc bộ
Anh thi đấu tại Giải bóng đá Quốc gia Nga cho FC Irtysh Omsk năm 2010.